# Maria Stenz
Maria Stenz (* Maria Mikkelsen Sørensen, 16. August 1940 in Gentofte in der dänischen Kommune der Region Hovedstaden) ist eine dänische  Schauspielerin, Sängerin, Theaterregisseurin, Theaterleiterin und Hörspielerzählerin.

## Werdegang
Stenz ist die Tochter des dänischen Unternehmers John Mikkelsen Sorensen († 1981) und seiner Frau, der Apothekerin Karen Parner († 1991). Nach ihrer Schulzeit begann sie ihre Karriere als Schauspielerin und Sängerin am Det Lille Teater in Kopenhagen. Ab 1968 arbeitete sie dann am Kindertheater. Stenz hat auch einige Hörbücher zu Kinderbüchern auf Musikkassetten und Schallplatten veröffentlicht. Auch trat sie eine lange Zeit im dänischen Radio und im Fernsehen für Kinder auf, einschließlich der Sendung Legestue (Spielzimmer) mit Lasse Lunderskov und bei vielen weiteren Hörspielen auch zusammen mit Peter Kitter und Svend Bjerre. 1972 wirkte sie bei der Sendung Goddag og farvel (Guten Tag und Auf Wiedersehen) mit, wechselte dann aber zu der dänischen Radiosendung Dansktoppen des DAB-Programm P4 von Danmarks Radio. 1973 wurde die Veröffentlichung des Songs Hvor er alle drømmene du drømte (Wo sind all die Träume, die du träumtest), zu einem großen Erfolg und verhalf Stenz zu einer Popularität in ganz Dänemark.
Seitdem arbeitete Stenz an verschiedenen musikalischen Genre, wie unter anderem Folk, Schlager und Popmusik, aber auch an einigen Shows sowie am Theater. Seit den 1980er Jahren hörte sie jedoch auf, dänische Pop-Songs zu singen, und arbeitete überwiegend im Theater. Ab Mitte der 1970er-Jahre in Dänemark spielte sie am Bådteatret, Hvidovre Teater und am Café Teatret in Kopenhagen und hatte dort ein großes und abwechslungsreiches Repertoire. Ab 1989 arbeitete sie dann zusammen mit Brigitte Kolerus in der Theater-Verwaltung des Teatret ved Sorte Hest im Kopenhagener Stadtteil Vesterbro. Nach Kolerus’ Tod setzte sie deren Arbeit alleine als Theaterleiterin fort. Für eine Übergangszeit war sie Mitglied des Statens Teaterråd (Nationalen Theaterrates).
Als Filmschauspielerin spielte Stenz in einigen dänischen Film- und Fernsehproduktionen mit.
Maria Stenz ist seit dem 27. Januar 1982 mit dem Journalisten Jens Nauntofte verheiratet.

## Filmografie
- 1969: Legestue
- 1970: Stille Tage in Clichy (Stille dage i Clichy) als Party-Teilnehmerin
- 1974: Jullerup Færgeby
- 1981: Torvet als Bäckersfrau Katrine
- 1991: Trolderiks julekalender (Weihnachtsserie) als Lafayette
- 1992: Trolderiks posthule (Serie) als Lafayette
- 1996: Gotha – kult, kitsch og b-film  als sie selbst
- 2005: Nordkraft als Marias Mutter
- 2006: Spot als sie selbst – Theaterdirektor
- 2006: Jytte Borberg als sie selbst – Theaterdirektor
- 2007: Top Charlie stjerner als sie selbst
- 2012: Love Is All You Need (Den skaldede frisør)